# Bjarni Friðriksson
 Bjarni Friðriksson, né le 29 mai 1956, est un ancien judoka islandais. 

## Biographie
Il fut médaillé de bronze aux JO de Los Angeles en 1984 dans la catégorie des moins de 95 kilos en battant l’Italien Yuri Fazi sur une clé de bras. Ce sera son seul résultat notable. Il a mis un terme sa carrière en 1996. Il est à présent entraîneur au Judo Club de Reykjavik (Judofélag Reykjavíkur) et travaille comme distributeur de produits sportifs pour Adidas.

## Palmarès

### Jeux olympiques
- Médaille de bronze aux Jeux olympiques de 1984 à Los Angeles (États-Unis) dans la catégorie des poids mi-lourds (-95 kg).